# Atzesberg
Atzesberg är en ort och kommun i Österrike. Den ligger i distriktet Rohrbach i förbundslandet Oberösterreich, 190 kilometer väster om huvudstaden Wien. 
Kommunen består av tio orter (Ortschaften) (inom parentes invånarantal 1 januari 2024):

- Atzesberg (53)
- Fuchsberg (14)
- Hohenschlag (32)
- Kramsreith (24)
- Krien (9)
- Mitternschlag (92)
- Obernreith (26)
- Ohnerstorf (125)
- Wollerdorf (43)
- Wögerstorf (31)